# Città di Burnside
La città di Burnside è una Local Government Area che si trova in Australia Meridionale. Essa si estende su una superficie di 27,53 chilometri quadrati e ha una popolazione di 44.300 abitanti. La sede del consiglio si trova a Tusmore.